# Менлибаева, Айша
Айша Менлибаева (каз. Айша Меңлібаева; 1912 год — дата и место смерти не известны) — старший чабан колхоза имени Первого Мая Сыр-Дарьинского района Кзыл-Ординской области, Казахская ССР. Герой Социалистического Труда (1958). Депутат Верховного Совета СССР 5-го созыва. Депутат Верховного Совета Казахской ССР.

## Биография
Родилась в 1912 году в бедной казахской семье. С 1930 года работала чабаном в колхозе имени Первого Мая Сыр-Дарьинского района. В 1941 году была назначена старшим чабаном вместо своего мужа, ушедшего на фронт.
В 1957 году получила в среднем по 139 ягнёнка от 100 овцематок. При стрижке овец применила электрические ножницы, в результате чего с каждой овцы было настрижено в среднем по 3,1 килограмм шерсти. В 1958 году была удостоена звания Героя Социалистического Труда «за выдающиеся успехи, достигнутые в деле развития овцеводства, увеличения производства и сдачи государству мяса, шерсти и шкурок каракуля в 1957 году, и широкое применение в практике своей работы достижений науки и передового опыта».
Избиралась депутатом Верховного Совета СССР 5-го созыва, Верховного Совета Казахской ССР (1962—1965), Кзыл-Ординского областного Совета народных депутатов.
Награды
- Герой Социалистического Труда — указом Президиума Верховного Совета СССР 29 марта 1958 года
- Орден Ленина
- Заслуженный мастер животноводства Казахской ССР